# Aokas
Aokas (em árabe: أوقاس) é uma cidade costeira e um distrito na província de Bugia, no norte da Argélia, localizada a cerca de 25 quilômetros da cidade-capital da província de Bugia. Segundo o censo de 2008, a população total da cidade era de 15 989 habitantes.

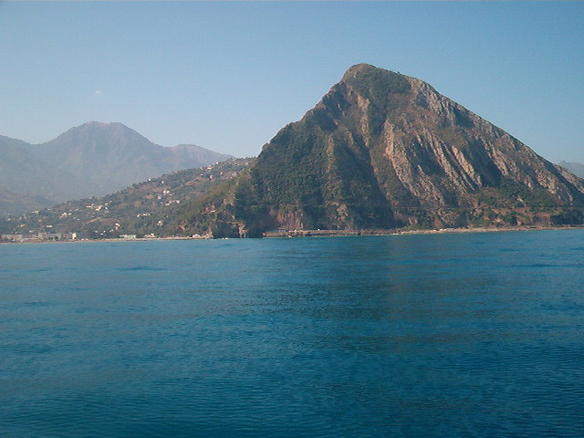
Monte de Imma Tadrart na Aokas.